# Heckler & Koch
A Heckler & Koch GmbH (H&K) egy német fegyvergyártó cég, mely olyan lőfegyverek előállításával vált ismertté, mint az MP5 géppisztoly, a G3 és a modernebb G36 rohampuskák, az MP7 önvédelmi fegyver, az USP típusú pisztolyok és a nagy pontosságú PSG1 mesterlövészpuska.
A Heckler & Koch számos újítást vezetett be a fegyvergyártásban, többek között a polimerek és a sokszögletű huzagolás használatát. A polimerek kézifegyverekben történő első alkalmazását sokan az osztrák Glock cégnek tulajdonítják, de valójában a Heckler & Koch alkalmazta először 1970-ben, amikor a VP70 típusú pisztolya gyártósorra került. Hasonlóképpen a Heckler & Koch fejlesztette ki a sokszögletű huzagolást, mely nagyobb pontosságot, nagyobb csőtorkolati sebességet és a puskacső hosszabb élettartamát eredményezte. Azonban nem minden technológiailag ambiciózus tervük eredményezett sikeres termékeket (például a fejlett, de mára elfeledett G11 rohampuska). A cég szinte mindenféle fegyvert gyárt, a pisztolyoktól kezdve a kézigránátokon keresztül a géppuskákig.

## Történelem
A H&K-t Edmund Heckler, Theodor Koch és Alex Seidel alapította 1949-ben a Mauser maradványaiból. A vállalatot 1950-ben regisztrálták. Kezdetben varrógépalkatrészeket és más mechanikus szerkezeteket gyártottak, de ez 1956-ban megváltozott, amikor a cég megépített egy puskát a Bundeswehr (Német Szövetségi Haderő) számára. 1991-ben, a G41 és G11 puskák fejlesztésének leállítása után a H&K-t megvette a British Aerospace Royal Ordnance részlege. Főként az SA-80 puska módosításán dolgoztak a Brit Hadsereg számára, valamint a G36 rohampuska fejlesztésén, ami jelenleg a Bundeswehr és számos más katonai és rendőri erő legfőbb szolgálati fegyvere. 2002-ben a H&K-t megvette egy német cég, a H&K Beteiligungs-GmbH, amit erre a célra hoztak létre.
A vállalat Oberndorfban, Baden-Württemberg tartományban található, de vannak leányvállalatai az Egyesült Királyságban, Franciaországban és az Egyesült Államokban is. A Heckler & Koch a termékeiben a pontosságot, a megbízhatóságot és az ergonómiát helyezi előtérbe.  A Heckler & Koch látja el lőfegyverekkel a világ elit katonai és félkatonai egységeit, például a SAS-t, az amerikai SEAL kommandót, a Delta Force-t, az FBI HRT-t, a német KSK-t és GSG 9-et és számtalan egyéb terrorelhárító és túszmentő csapatokat.
A H&K szerződést kötött az Amerikai Egyesült Államok Hadseregével az M16/M203 gránátvető kombinációt leváltó OICW (Objective Individual Combat Weapon - Célorientált Egyéni Harci Fegyver) kinetikus energia-alrendszerének gyártására. Az OICW mind az 5,56 mm-es töltények és a 25 mm-es gránátok kilövésére is képes lesz.[mikor?]
A Brit Hadsereg is a H&K-t szerződtette az SA80-as arzenáljuk felújítására, többek között azért, mert a fegyver elkészítésére kiírt tendert is a H&K nyerte, akkor még a BAE Systems részeként. A H&K továbbfejlesztette az Egyesült Államok által fejlesztett M4 puskát HK416 néven, habár egyelőre az USA nem alkalmazza a fegyvert.

## Tömegkultúra
A H&K fegyverei, mint minőségi és elterjedt fegyvertípusok számtalan akciófilmben és krimiben tűnnek fel, közülük is főleg az MP5 sorozatú gépfegyverek, de számos pisztolytípus is. A Drágán add az életed!-ben például a főgonosz német bűnözőnek, Hans Grubernek egy H&K P7M13 típusú pisztolya van.

## Heckler & Koch termékek

### Pisztolyok

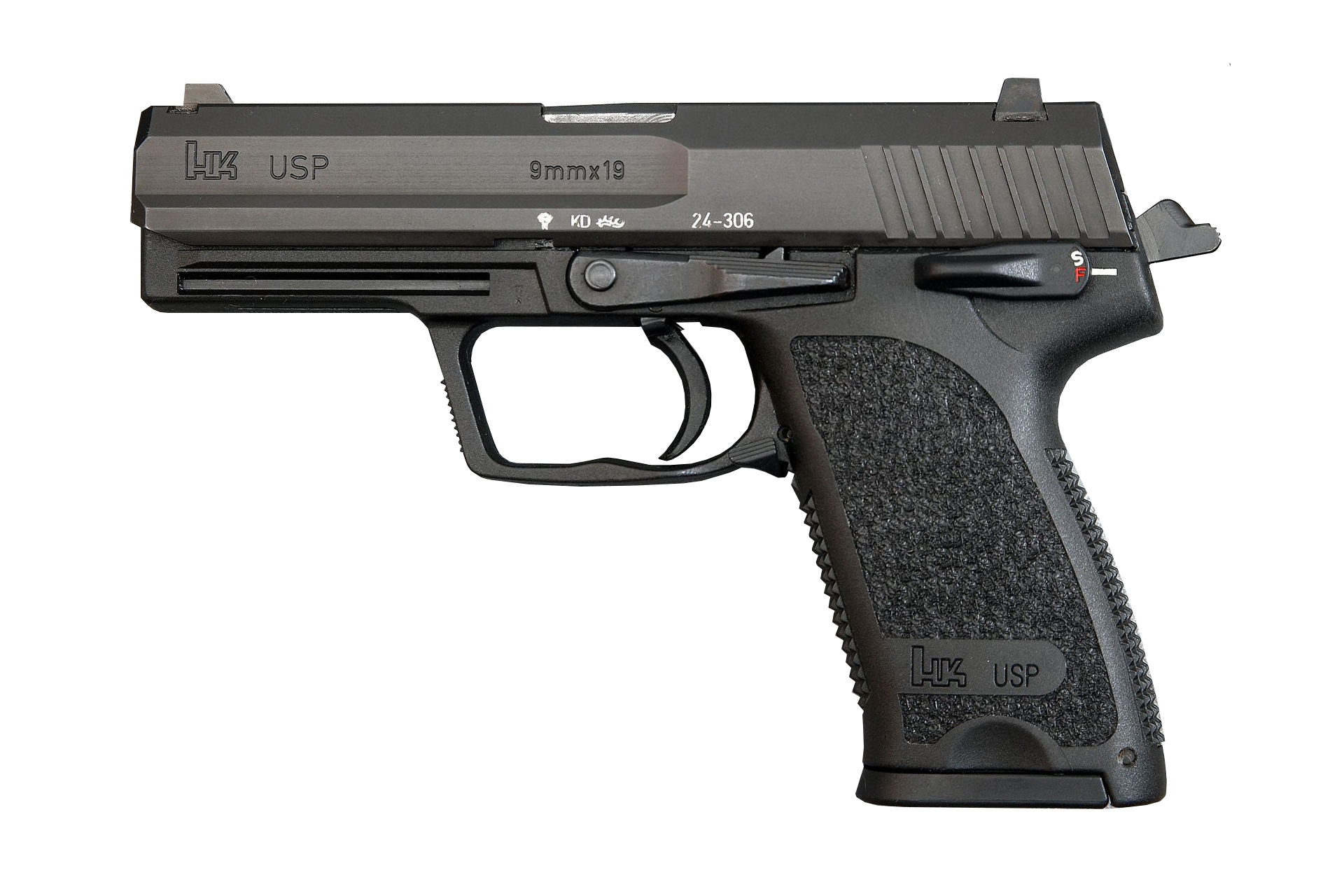
HK USP

- MK23HK USP
- P7
- P9S
- UCP
- USP
  - USP Compact
  - P2000
  - P30
  - HK45
  - P8
- VP70
- HK4

### Géppisztolyok

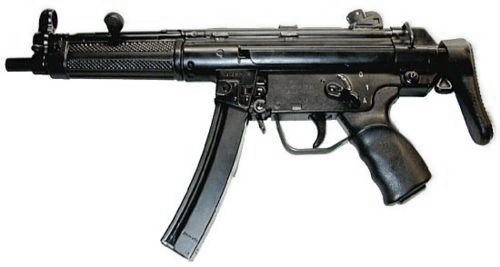
MP5

- MP5MP5
- MP7
- UMP

### Automata puskák

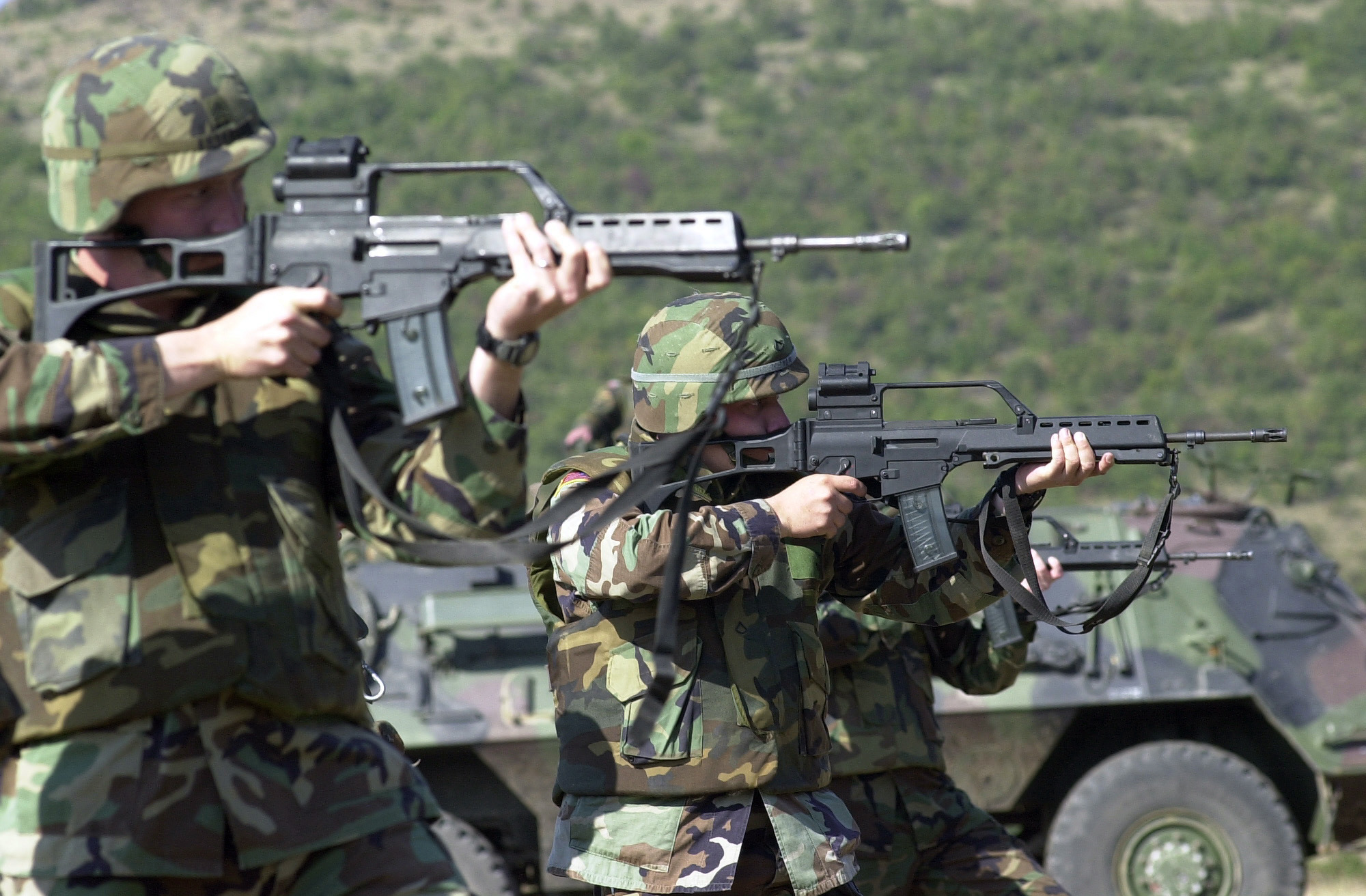
G36

- G3
- G36
- HK32
- HK53
- HK416
- HK417
- XM8G36

### Sportfegyverek

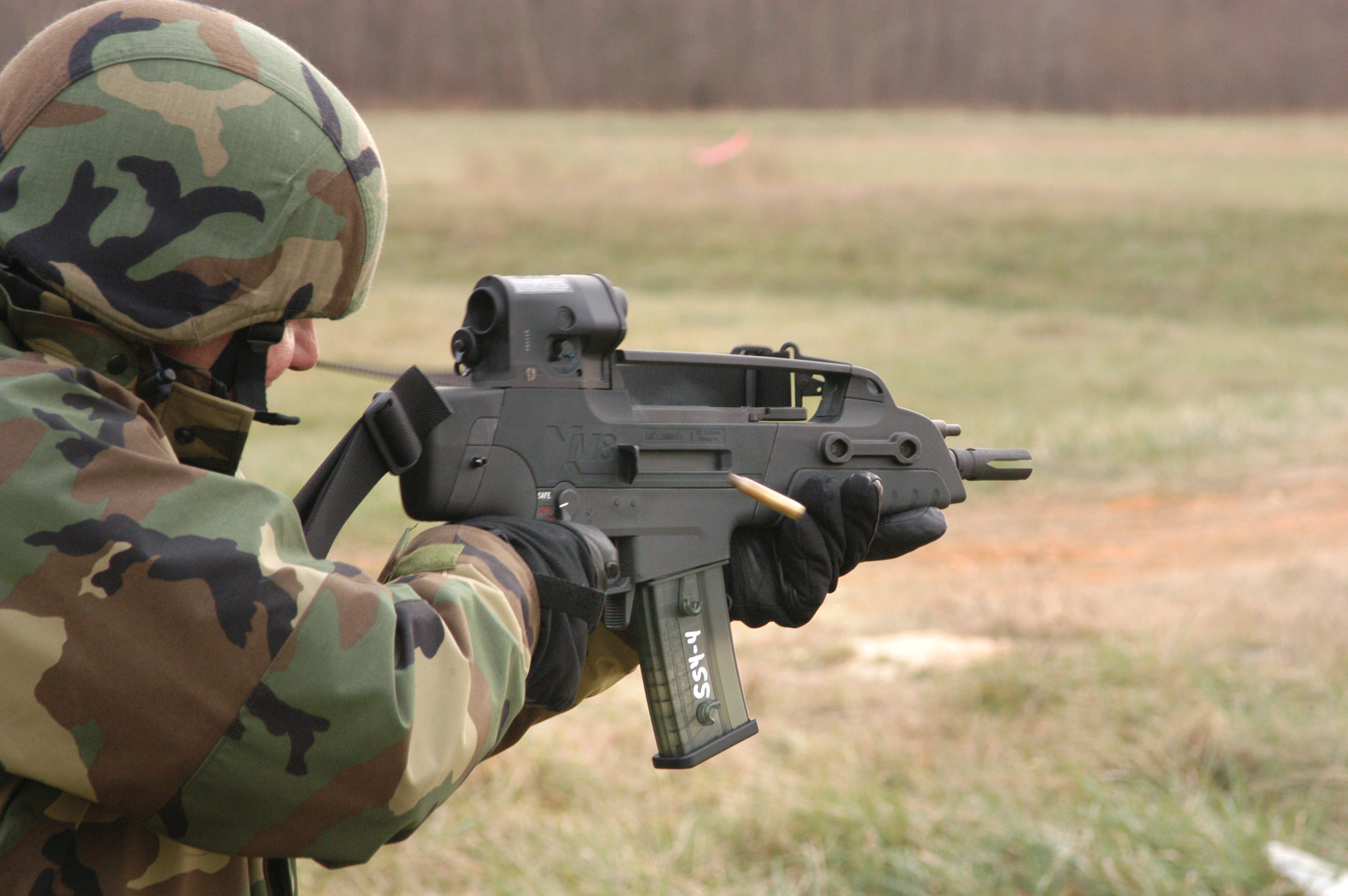
XM8

- HK270
- HK300
- HK630
- HK770
- HK940
- HKSL6
- HKSL7
- SLB-200
- HK41
- HK43
- HK91
- HK93
- HK94XM8
- HKSR9
- HKSL8
- USC

### Mesterlövészpuskák
- MSG-90
- PSG-1

### Géppuskák
- HK21E
- MG4
- HK 121 / MG5

### Gránátvetők

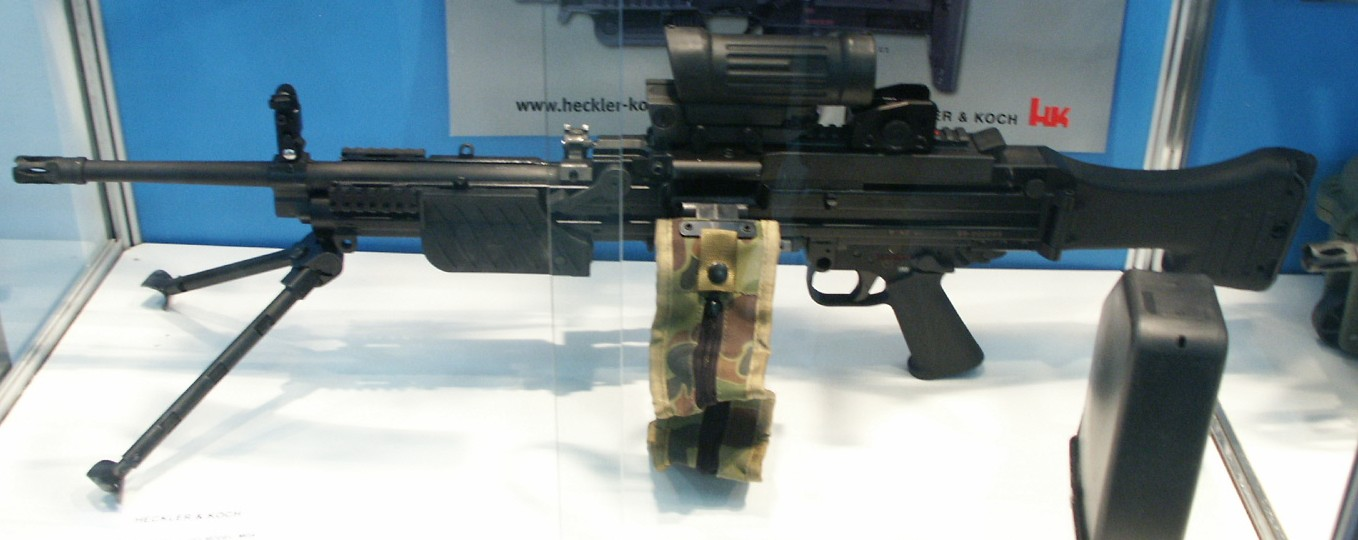
HK MG43 (MG4)

- HK69
- HK79HK MG43 (MG4)
- AG36
- GMG

### Egyéb fegyverek
- G11
- G41
- P11
- WSG2000

## Külső hivatkozások
- Heckler & Koch - a Heckler & Koch GmbH hivatalos oldala
- HK Pro - rajongói oldal